# Coenosmilia
Coenosmilia is een geslacht van neteldieren uit de klasse van de Anthozoa (bloemdieren).

## Soorten
- Coenosmilia arbuscula Pourtalès, 1874
- Coenosmilia inordinata Cairns, 1984